# Сосна жорстка
Сосна жорстка, або сосна смолиста (Pinus rigida) — вид роду сосна родини соснових. Етимологія: лат. rigidus — «жорсткий».

## Поширення
Поширення: Канада (Онтаріо, Квебек); США (Коннектикут, Джорджія, Кентуккі, Мен, Массачусетс, Нью-Гемпшир, Нью-Джерсі, Нью-Йорк, Північна Кароліна, Огайо, Пенсильванія, Род-Айленд, Південна Кароліна, Теннессі, Вермонт, Вірджинія, Західна Вірджинія). Також культивується. 
Вид займає прохолодний морський і частково гірський клімат, де трапляється від рівня моря на півночі до майже 1400 м в південних Аппалачах. Він росте на дрібно піщаному або гравійному ґрунтах, бідних на поживні речовини.

## Опис
Дерево висотою до 31 м, стовбур діаметром до 0,9 м. Щільність деревини: 0,47 гр/см3. Кора червоно-коричнева. 2-річні гілки оранжево-коричневі, при старінні стають темно-коричневими. Голки зібрані в пучки по три, довжиною близько 8–9 см. Шишки маленькі, від 3 до 5 см, циліндричної форми; вони часто залишаються протягом багатьох років на дереві.

## Використання
Це середнього розміру дерево з помірно сильною, крупнозернистою, смолистою деревиною, яка використовується в основному для грубого будівництва.

## Загрози та охорона
Суттєвих загроз нема. Цей вид зустрічається в багатьох охоронних територіях в своєму діапазоні поширення.

## Галерея

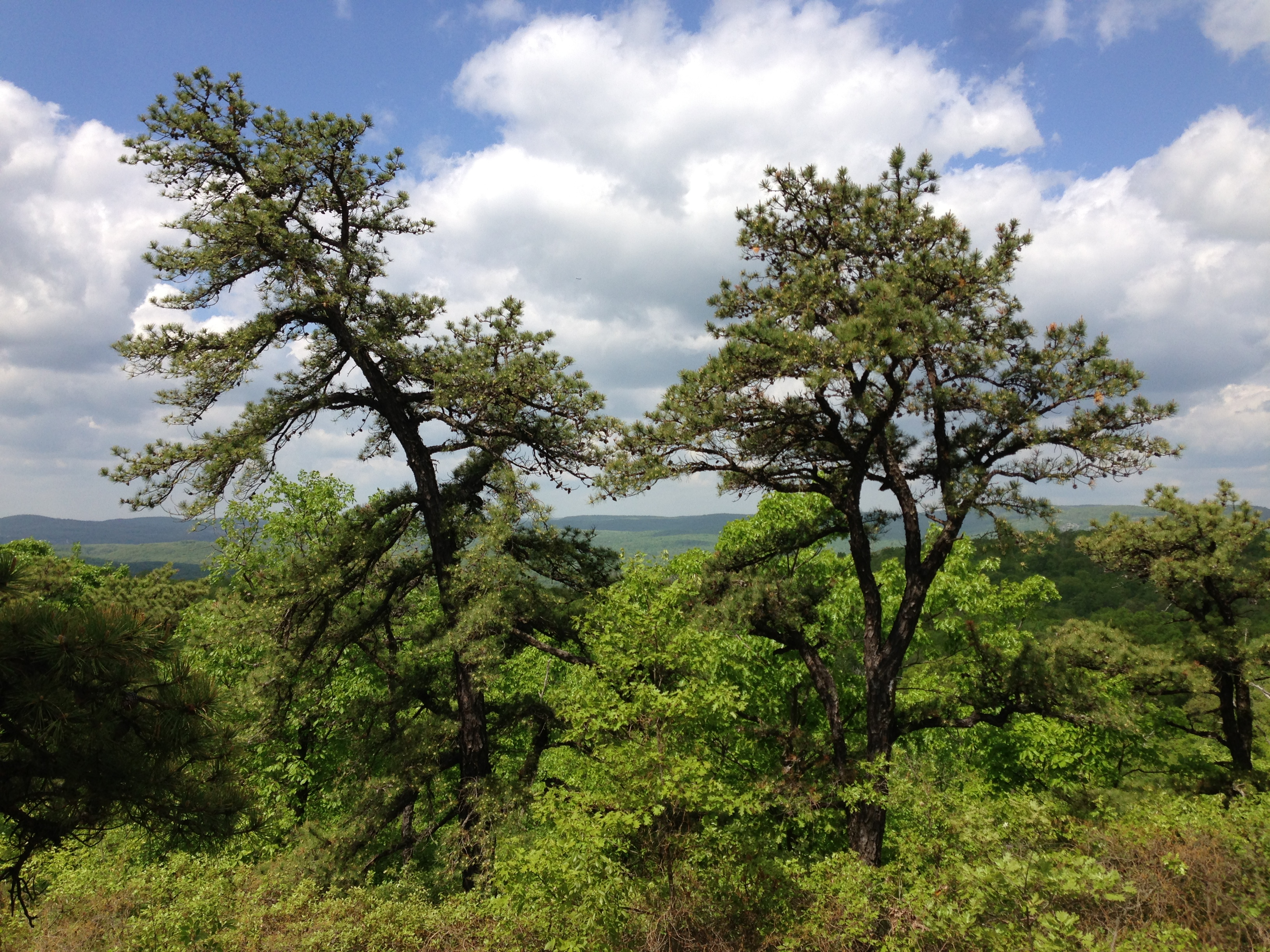
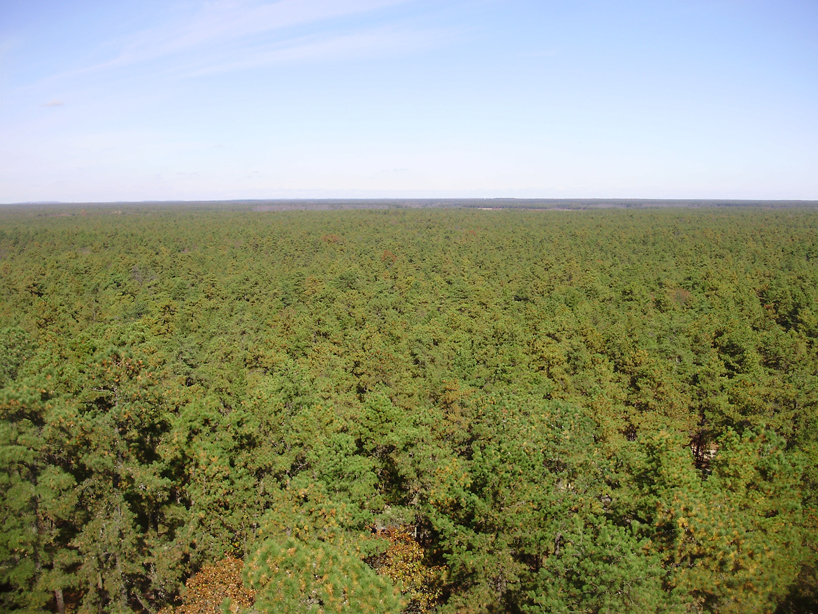
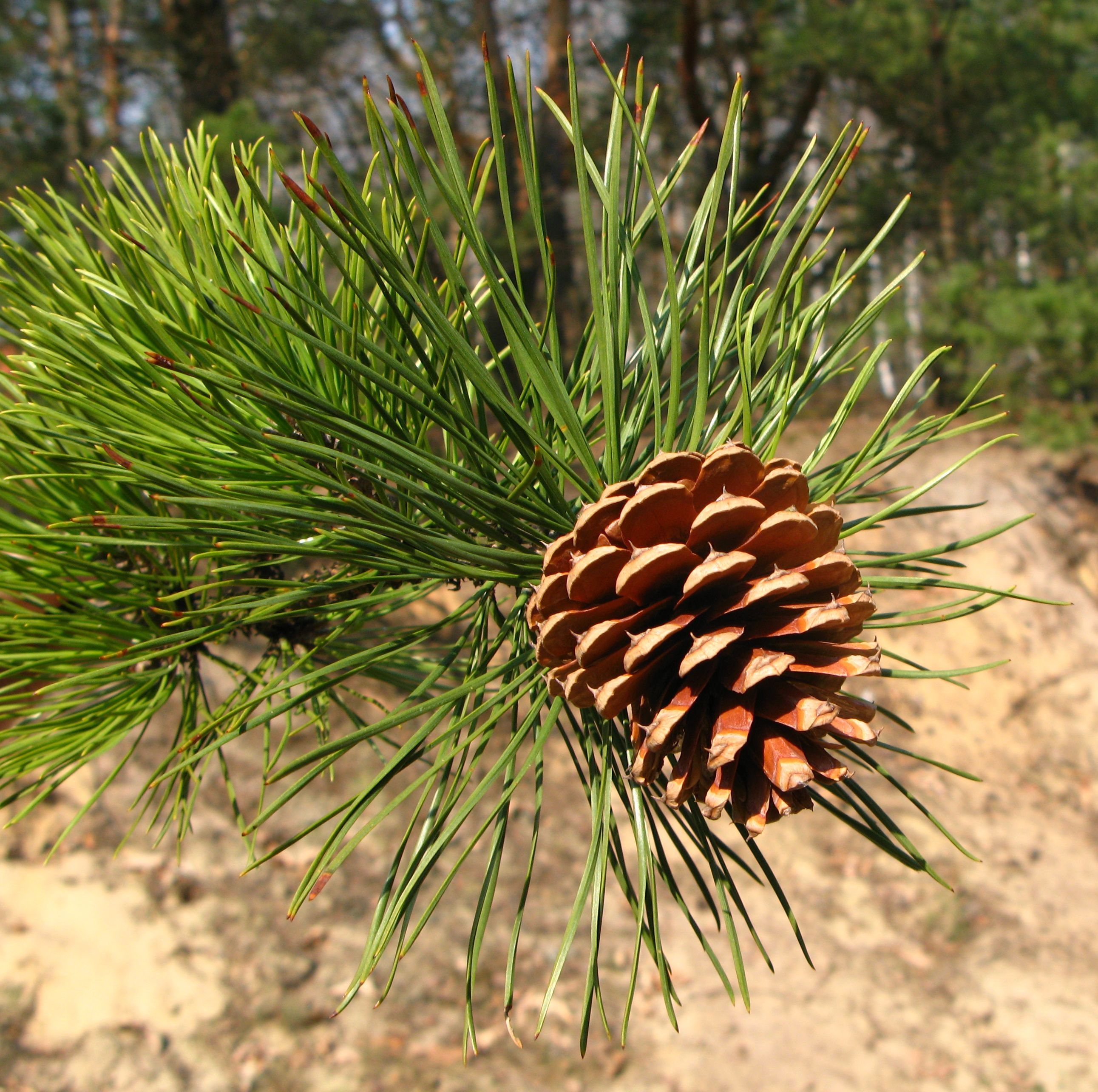
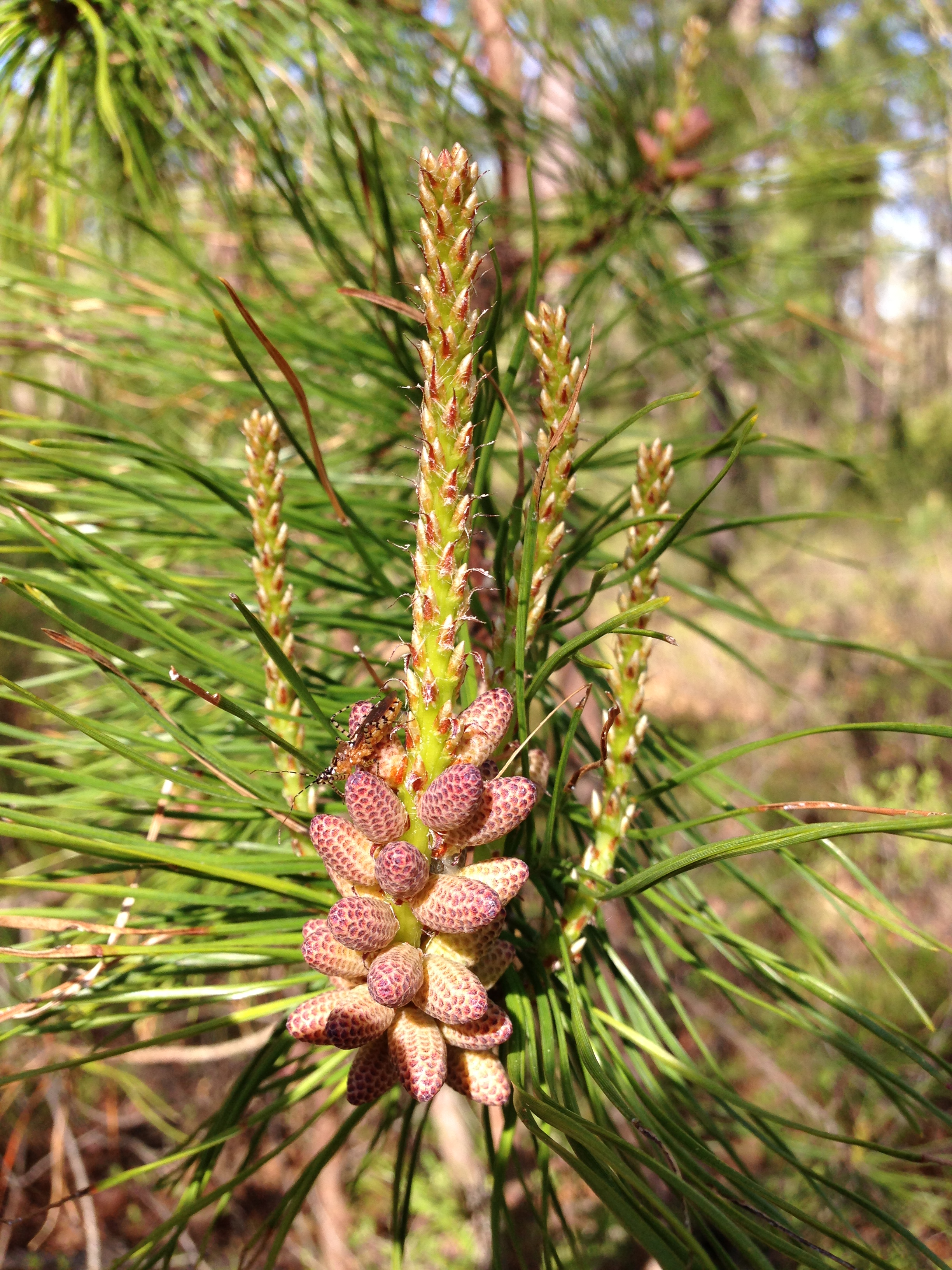

| Соснові | Це незавершена стаття про родину соснові. Ви можете допомогти проєкту, виправивши або дописавши її. |